# Khu bảo tồn thiên nhiên Sary-Chelek

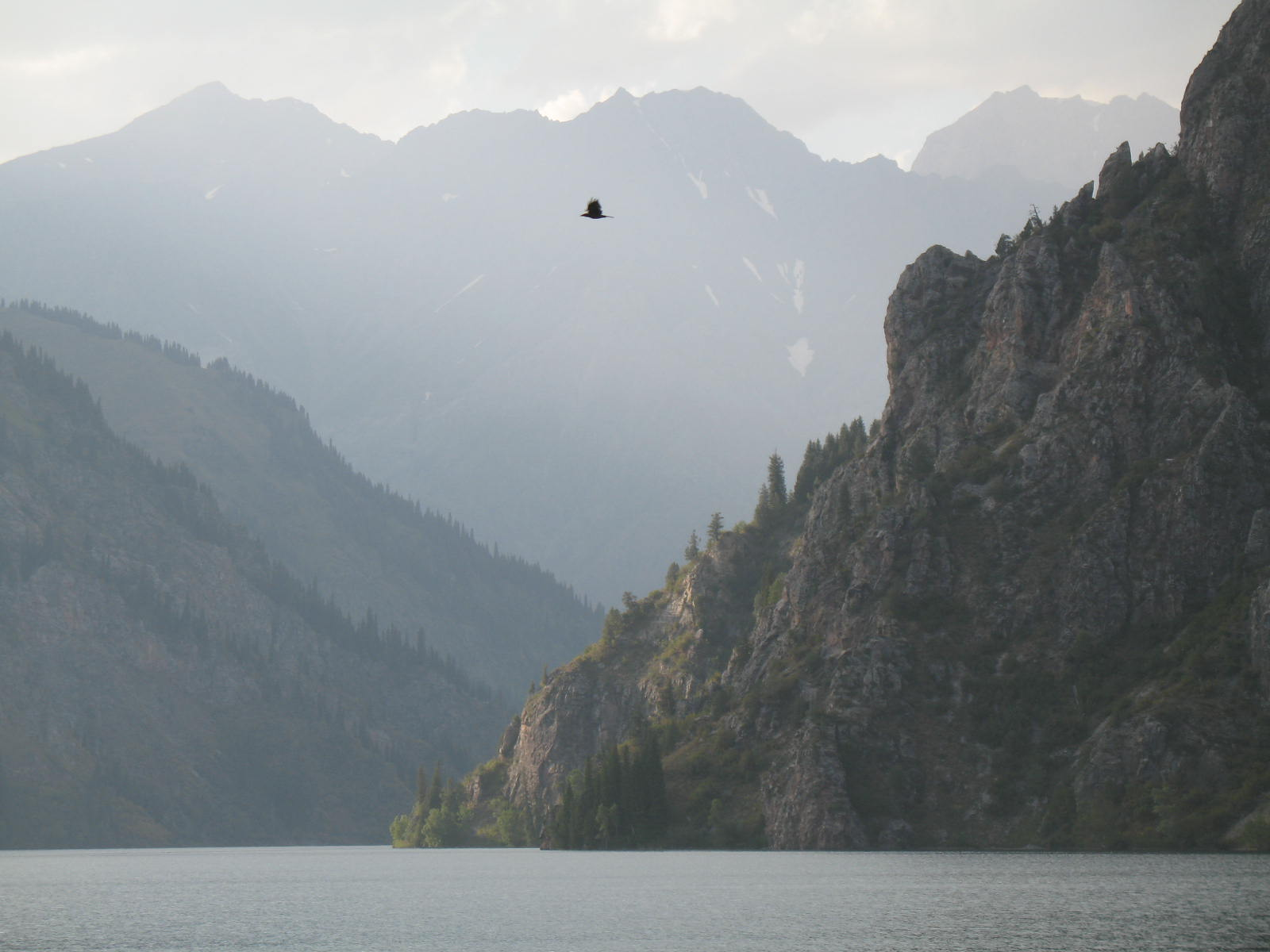
Khu bảo tồn thiên nhiên Sary-Chelek: Nhìn về phía bắc từ cuối phía nam của hồ Sary-Chelek.

Khu bảo tồn thiên nhiên Sary-Chelek là một khu bảo tồn thiên nhiên nghiêm ngặt nằm tại Jalal-Abad, tây Kyrgyzstan. Được thành lập vào năm 1959, khu bảo tồn này có diện tích 238,68 km², với địa hình dao động từ 1.200–4.250 mét (3.940–13.940 ft) so với mực nước biển. Năm 1979, khu bảo tồn được UNESCO công nhận là Khu dự trữ sinh quyển thế giới. Ngoài ra, nó cũng là một phần của Di sản thế giới Tây Thiên Sơn được UNESCO công nhận vào năm 2016.

## Địa lý
Nó nằm về phía tây bắc của thị trấn Tashkömür khoảng 60 kilômét (37 mi). Tổng diện tích của nó là 23.868 hécta (58.980 mẫu Anh), trong đó vùng lõi là 18.080 hécta (44.700 mẫu Anh) và vùng chuyển tiếp rộng 2.394 hécta (5.920 mẫu Anh). Hai phần chính của khu bảo tồn này là Arkyt và Sary-Chelek với vùng đệm bao quanh.

## Mô tả
Trung tâm của khu bảo tồn có 6 hồ nước là Hồ Sary-Chelek, Kylaa-Kel, Aram-Kel, Cheychek-Kol, Bakaly-Kel và Chacha-Kel. Độ ẩm tại đây đạt mức trung bình, khoảng 60% với lượng mưa hàng năm là 817 milimét (32,2 in)